# Banca centrale d'Irlanda
La Banca centrale d'Irlanda (in inglese Central Bank of Ireland) è la banca nazionale d'Irlanda.

## Storia
La Banca fu fondata il 1° febbraio 1943, succedendo alla Monetary Commission of Ireland, un organismo monetario istituito nel 1922. Dal 1° gennaio 1972, opera ai sensi del Central Bank Act del 1971, che completò la transizione da un cambio vincolato alla sterlina britannica dopo l'indipendenza a una banca centrale completamente autonoma.
A metà degli anni '60, la Banca assunse le operazioni quotidiane di controllo dei cambi dal Tesoro. La Banca Centrale espanse le sue attività nel corso dei decenni, ma in pratica rimase un comitato valutario fino agli anni '70. L'economista Patrick Honohan valuta il successo della transizione da un currency board a una banca centrale in questo modo: "A differenza di molti altri casi postcoloniali, la fine del currency board non è stata seguita da un rapido deprezzamento o da una discesa verso un'inflazione semipermanentemente elevata e da una mancanza di convertibilità".
La Banca Centrale ha iniziato la produzione di monete in euro nel settembre 1999 presso il Currency Centre (Irish Mint) di Sandyford, producendo oltre 1 miliardo di monete, del peso di circa 5.000 tonnellate, per un valore di 230 milioni di euro prima della loro entrata in circolazione nel gennaio 2002. La produzione di banconote in euro è iniziata nel giugno 2000, con 300 milioni di banconote per un valore di 4 miliardi di euro prodotte nei tagli da 5, 10, 20, 50 e 100 euro. Le banconote in euro prodotte per la Banca Centrale sono identificate da un numero di serie che inizia con la lettera T. Inizialmente la Banca non emetteva banconote da 200 o 500 euro, ma da allora ha iniziato a farlo.

### La crisi bancaria irlandese dopo il 2008
Nel novembre 2005, la Banca Centrale scoprì che il mercato immobiliare residenziale irlandese era sopravvalutato dal 40 al 60%. I verbali di una riunione con l'OCSE indicavano che, pur riconoscendo la sopravvalutazione del mercato immobiliare irlandese, la Banca Centrale temeva di precipitare il mercato in un crollo "prezzando". Nel 2006, alti funzionari dell'Allied Irish Bank espressero preoccupazione per l'"insufficienza" dei test di stress della Banca Centrale. Secondo un ex membro dello staff, la cui testimonianza all'inchiesta parlamentare fu messa in discussione da diversi altri membri dello staff, così come da quelli dell'Economic and Social Research Institute in merito all'entità dei prestiti bancari a speculatori immobiliari e costruttori, portando alla soppressione di informazioni chiave. Fu riferito che cercò di impedire a un importante economista di discutere della fragilità delle banche del paese in relazione alla filiale irlandese di Northern Rock La Banca centrale ha "annacquato" i suoi avvertimenti economici sulla bolla immobiliare prima del crollo, ha bloccato ogni comunicazione interna a livello di consiglio di amministrazione per motivi politici e ha "severamente" nascosto ai supervisori esterni competenti i dati sulle grandi esposizioni delle banche irlandesi nei confronti degli sviluppatori immobiliari.
Dopo lo scoppio della bolla, le banche irlandesi subirono perdite crescenti, esponendosi a un crollo della fiducia in seguito al crollo di Lehman Brothers nel settembre 2008. Si trovarono quindi ad affrontare gravi pressioni sulla liquidità, che la Banca Centrale dovette affrontare, in particolare attraverso prestiti di emergenza. Furono inoltre scoperti abusi nella gestione dell'Anglo Irish Bank, che dovette essere nazionalizzata nel gennaio 2009.
La relazione annuale della Banca Centrale, pubblicata tre mesi prima che lo Stato irlandese garantisse incondizionatamente i depositi delle banche irlandesi, affermava: "Le banche hanno una scarsa esposizione al settore dei subprime e rimangono relativamente solide secondo i consueti criteri di capitale, redditività e qualità degli attivi. Ciò è stato confermato dagli stress test che abbiamo condotto con le banche".
La successiva relazione annuale fu meno esplicita sulle cause e le modalità del crollo del sistema bancario irlandese. Sebbene quattro direttori della Banca Centrale facessero parte del consiglio di amministrazione dell'autorità di regolamentazione finanziaria, la Banca Centrale sostenne di non avere alcun potere di intervenire sul mercato. Tuttavia, aveva il potere di emanare direttive all'autorità di vigilanza finanziaria se riteneva che le sue attività fossero contrarie ai suoi obiettivi politici generali. Non furono emanate direttive.
Le procedure e le relazioni dell'autorità di vigilanza, così come le conclusioni degli ispettori esterni, che avrebbero dovuto lanciare l'allarme, non riuscirono a farlo. Di conseguenza, non riuscirono a comprendere l'enormità dei rischi assunti dalle banche e la catastrofe che si sarebbe abbattuta su di loro.
In una relazione del novembre 2010 sulla crisi finanziaria del 2008, la Commissione europea dichiarò: "Alcune autorità di vigilanza nazionali hanno fallito clamorosamente. Sappiamo che in Irlanda la vigilanza sulle principali banche era praticamente inesistente". Due mesi dopo, il Presidente della Commissione europea, in un acceso dibattito al Parlamento europeo, dichiarò con una veemenza che sconvolse il pubblico che "i problemi dell'Irlanda erano dovuti al comportamento finanziario irresponsabile di alcuni istituti irlandesi e alla mancanza di vigilanza sul mercato irlandese".

### Riforme post-crisi
Il 4 novembre 2014, la Banca Centrale Europea ha formalmente assunto il controllo delle maggiori banche europee, comprese quelle irlandesi. Pur mantenendo il personale addetto alla vigilanza bancaria della Banca Centrale d'Irlanda, è stato introdotto un approccio paneuropeo alla vigilanza bancaria, noto come Vigilanza Bancaria Europea.
All'inizio del 2015, la Banca Centrale ha introdotto normative macroprudenziali sui mutui ipotecari per aumentare la resilienza del settore bancario e delle famiglie al mercato immobiliare e ridurre il rischio di boom del credito bancario e dei prezzi delle abitazioni. Tali misure saranno riviste annualmente e il primo rapporto sarà pubblicato a novembre 2016.
In risposta al caso della "leprechaun economics" del luglio 2016, su richiesta dell'Ufficio Centrale di Statistica ("CSO"), il Governatore della Banca Centrale ha presieduto un gruppo direttivo economico interdipartimentale (Economic Statistics Review Group, o "ESRG"), composto da IFAC, ESRI, NTMA, autorevoli accademici e il Tesoro, per raccomandare al CSO nuove statistiche economiche più rappresentative dell'economia irlandese (date le crescenti distorsioni del PIL e del PNL). Ciò ha portato all'introduzione del "RNL modificato" (o RNL*). Sito web dell'ESRG. Il RNL modificato* del 2016 è pari al 70% del PIL del 2016 (o il PIL del 2016 è pari al 143% del RNL* del 2016).

## Governatori
| Rango | Nome                 | Mandato   |
| ----- | -------------------- | --------- |
| 1     | Joseph Brennan       | 1943–1953 |
| 2     | James J. McElligott  | 1953–1960 |
| 3     | Maurice Moynihan     | 1960–1969 |
| 4     | T. K. Whitaker       | 1969–1976 |
| 5     | Charles Henry Murray | 1976–1981 |
| 6     | Tomás F. Ó Cofaigh   | 1981–1987 |
| 7     | Maurice F. Doyle     | 1987–1994 |
| 8     | Maurice O'Connell    | 1994–2002 |
| 9     | John Hurley          | 2002–2009 |
| 10    | Patrick Honohan      | 2009–2015 |
| 11    | Philip R. Lane       | 2015–2019 |
| 12    | Gabriel Makhlouf     | 2019-     |